# 松山岩
松山岩（英語：Matsuyama Rocks）是南極洲的岩石，位於葛拉漢地的盧貝海岸，處於斯蒂芬山麓冰川西部，根據英國探險隊拍攝的空中照片繪入地圖，現時由南極條約體系管理。
此岩石命名自日本地球物理學家、京都大學教授松山基範。